# Calibre 16

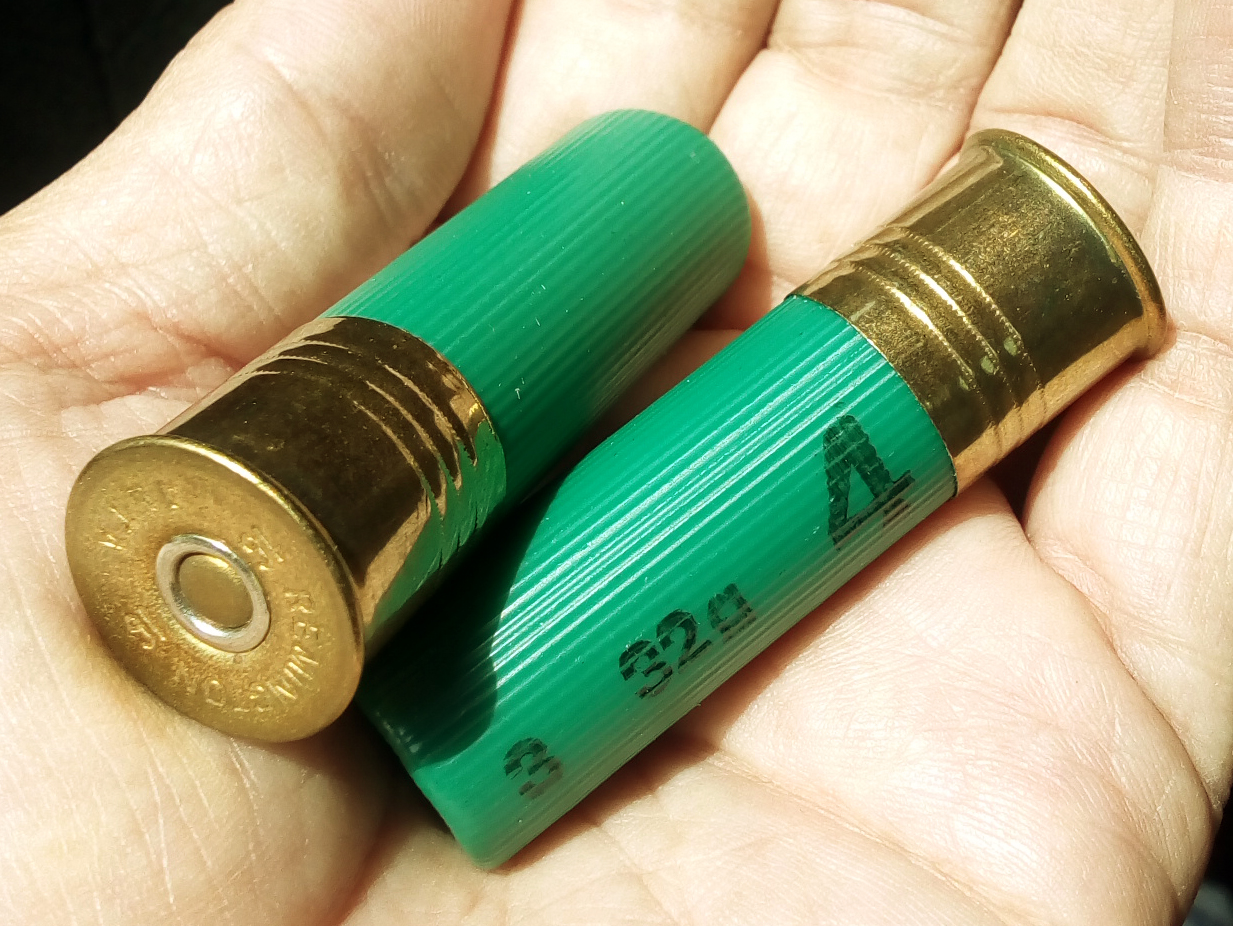
Cartouches de calibre 16

Le calibre 16 fut, avant 1970, une des plus courantes des munitions employées dans les fusils de chasse. Il a aujourd'hui cédé sa place au calibre 12.
Le chiffre 16 correspond au nombre de balles rondes que l'on peut faire avec une livre ancienne anglaise de plomb, dont la masse exacte variait selon la région et parfois l'époque mais était d'environ 453,6 g.
Le diamètre intérieur des canons des armes chambrées en calibre 16 est de 16,8 mm (0,667 pouce). La longueur des douilles (en carton ou en plastique) varie entre 65 et 70 mm.
La cartouche de calibre 16 est chargée à grenaille, chevrotine ou balle.